# Horismenus patagonensis
Horismenus patagonensis är en stekelart som beskrevs av Blanchard 1936. Horismenus patagonensis ingår i släktet Horismenus och familjen finglanssteklar. Inga underarter finns listade i Catalogue of Life.